# 켈로그-브리앙 조약

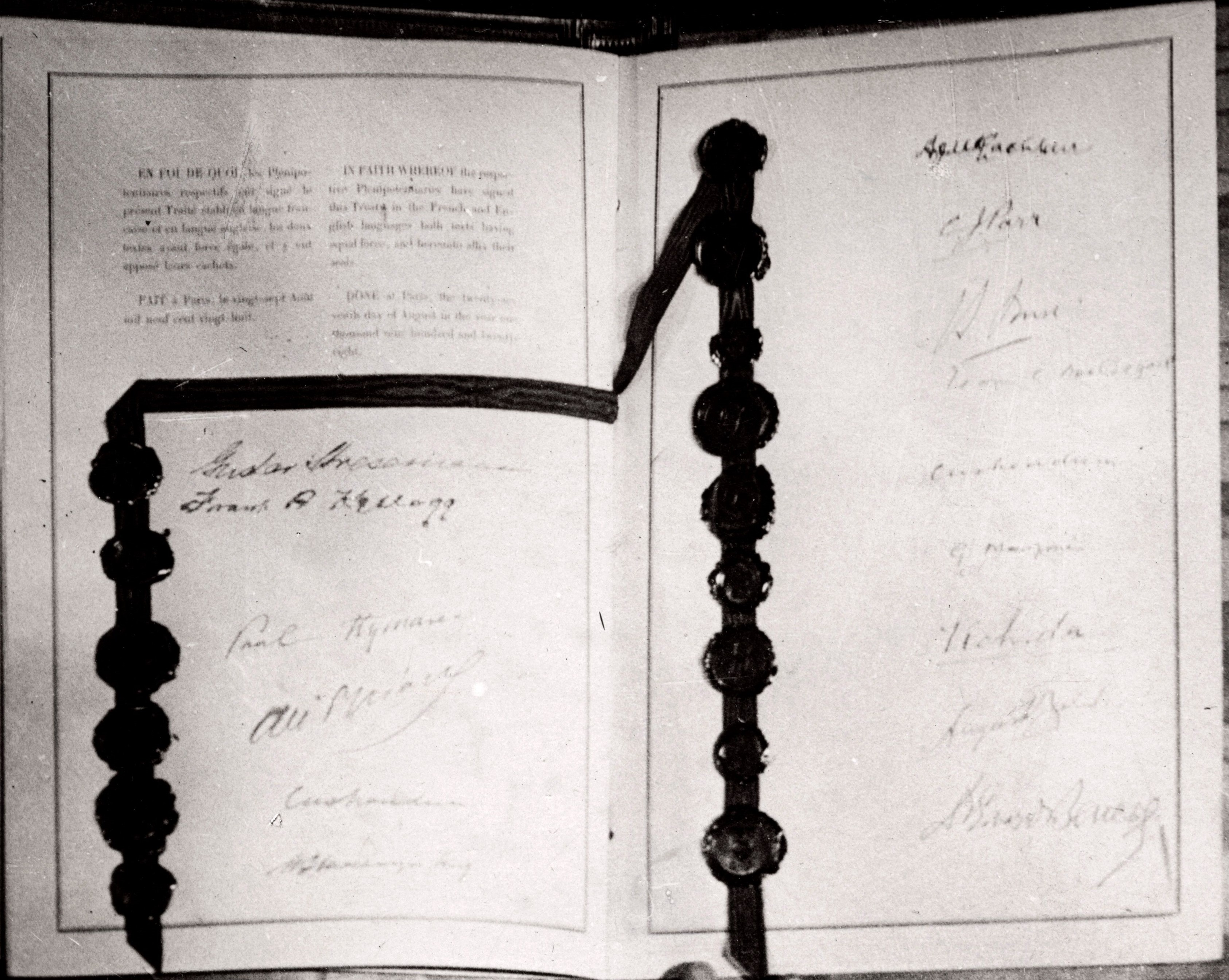

켈로그-브리앙 조약 (Kellogg-Briand Pact)은 1928년 8월 27일 미국의 국무장관 프랭크 켈로그(Frank Billings Kellogg)와 프랑스 외무부 장관 아리스티드 브리앙(Aristide Briand)의 발기에 의하여 파리에서 15 개국이 체결한 전쟁 규탄 조약으로서, 서문과 전문 3장으로 이루어져 있다. 전쟁위법화를 최초로 실체화한 것으로 전쟁포기에 관한 조약 또는 부전조약(不戰條約)이라고도 한다.
전문 1 조에 따르면, 조약에 가담 비준한 국가는 자국 국민의 이름으로 국제 분쟁의 해결 수단이나 국제 외교 정치의 수단으로 전쟁을 일으키는 것을 거부함과 동시에 포기하는 것을 조약의 기본 이념으로 삼고 있다. 이와 같은 훌륭한 도덕적 이념에도 불구하고, 이 조약은 조약 위반의 경우 대처할 수 있는 구체적 방안을 제시하고 있지 않다. 때문에 켈로그-브리앙 조약의 가입국인 독일과 일본이 1940년대에 세계 대전의 주범으로 등장하였을 때, 이들 국가의 야만적 행위에 대해 다만 서류상 규탄만을 할 뿐이었다.
1939년에 이르기까지 63개국이 이 조약에 가입하였으며, 현재 이 조약은 국제법상 효력을 상실하였다. 조약의 발기자인 켈로그는 국제 평화에 기여한 공로로 1929년 노벨 평화상을 수상하였다.

## 같이 보기
- 로카르노 조약